# Rogues (Gard)
Rogues település Franciaországban, Gard megyében. Lakosainak száma 91 fő (2022. január 1.). Rogues Blandas, Montdardier, Gorniès, Saint-Jean-de-Buèges és Saint-Maurice-Navacelles községekkel határos.

## Népesség
A település népessége az elmúlt években az alábbi módon változott:
| Lakosok száma | 101  | 124  | 133  | 109  | 101  | 103  | 107  | 106  | 106  | 91   |
|               | 1968 | 1982 | 1990 | 2006 | 2013 | 2015 | 2017 | 2019 | 2020 | 2022 |